# Platyobria minima
Platyobria minima är en insektsart som beskrevs av Taylor 1987. Platyobria minima ingår i släktet Platyobria och familjen rundbladloppor. Inga underarter finns listade i Catalogue of Life.